# Panzer Grenadier (jeu vidéo)
Panzer Grenadier est un jeu vidéo de type wargame créé par Roger Damon et publié par Strategic Simulations en 1985 sur Apple II, Atari 8-bit et Commodore 64. Le jeu se déroule pendant la Seconde Guerre mondiale et simule, au niveau tactique, des affrontements entre les Allemands et les Soviétiques sur le front de l’Est. Le joueur commande un régiment de Panzergrenadier de la Panzergrenadier Division Grossdeutschland, une unité d’infanterie chargée d’accompagner les chars d’assaut, ainsi que les unités de blindés et d’artillerie qu’il accompagne. Le jeu propose cinq scénarios et trois niveaux de difficulté. Il est le troisième wargames tactique sur le thème de la Seconde Guerre mondiale développé par Roger Damon et succède à Operation Whirlwind (1983) et Field of Fire (1984), dont il reprend les mécanismes de jeu. Comme ses prédécesseurs, il se déroule au tour par tour, chaque tour étant divisé en différentes phases destinées à l'observation, au combat ou au déplacement des différents types d'unité. Sur une carte représentant le champ de bataille, le joueur déplace un curseur à l'écran avec le joystick pour donner des ordres à ses unités. 

## Système de jeu
Panzer Grenadier est un wargame qui simule, au niveau tactique, des affrontements entre les Allemands et les Soviétiques sur le front de l’Est de la Seconde Guerre mondiale,. Le joueur commande un régiment de Panzergrenadier de la Panzergrenadier Division Grossdeutschland, une unité d’infanterie chargé d’accompagné les chars d’assaut, ainsi que les unités de blindés et d’artillerie qu’il accompagne. Le jeu propose cinq scénarios et trois niveaux de difficulté. Les cinq scénarios sont de longueur équivalente et simulent des situations de combats indépendantes, inspirés d’évènements historiques.
Le jeu se déroule au tour par tour sur une carte représentant le champ de bataille que le joueur peut faire défiler à l’aide du joystick. Sur la carte sont représentés quatre types de terrains plus ou moins praticables, ainsi que les différentes unités du joueur et de son adversaire. Avec le joystick, le joueur déplace un curseur à l’écran. Lorsqu’il positionne ce dernier sur une unité, le nom et la force de cette dernière est affichée en bas de l’écran. Onze types d’unités sont disponibles dans le jeu dont trois types de compagnies d’infanterie, six types de divisions motorisées et un type d’artillerie. Chaque tour de jeu est divisé en huit phases. La première est destinée à l’observation et permet au joueur de faire le point sur la situation. La seconde donne une première opportunité au joueur de faire attaquer ses troupes, et la suivante lui permet de déplacer ses unités de manière individuelle. Les unités non motorisé peuvent alors être chargées et transportées par camion afin de pouvoir suivre le rythme de l’avancée des divisions de chars d’assaut. Vient ensuite une nouvelle phase d’attaque. Les quatre premières phases sont ensuite répétées en inversant les rôles, pour permettre à l’ordinateur de donner ses ordres et ainsi compléter le tour de jeu. À l’issue du tour, l’écran affiche un rapport intermédiaire sur la situation et la performance du joueur dans la bataille.

## Développement et publication
Panzer Grenadier est le troisième wargames tactique sur le thème de la Seconde Guerre mondiale développé par Roger Damon. Il succède ainsi à Operation Whirlwind (1983) et Field of Fire (1984) dont il reprend les mécanismes de jeu,. Il est publié par Strategic Simulations à l’automne 1985 sur Apple II, Atari 8-bit et Commodore 64,.

## Accueil
| Panzer Grenadier |      |       |
| Média            | Nat. | Notes |
| CGW              | US   | 2.5/5 |
| Zzap!64          | RU   | 81 %  |

À sa sortie, Panzer Grenadier fait l’objet d’une critique positive d’un journaliste du magazine Compute!’s Gazette. Celui-ci note tout d’abord qu’il partage la plupart de ses mécanismes de jeu et de son atmosphère avec son prédécesseur, Field of Fire, et qu’il permet donc de contrôler les unités simplement avec le joystick. Il salue donc sa « facilité de prise en main », mais aussi le « rythme soutenu » de son gameplay et son action ininterrompu, et conclut qu’il a « tout pour plaire aux généraux en herbe ». Dans une critique publié en 1987, le journaliste du magazine Your Commodore est moins enthousiaste. Il déplore en effet que la représentation des unités à l’écran soit trop petite, ce qui les rend difficile à distinguer et « manque de confort ». Compte tenu de sa ressemblance avec  le Wargame Construction Set du même auteur, il recommande donc plutôt d’acquérir ce dernier et d’y fabriquer ses propres scénarios. Dans une critique publié en 1988, le journaliste du magazine Zzap!64 met lui aussi en avant les problèmes d’affichage de Panzer Grenadier malgré ses graphismes, qu’il considère avec étonnement au niveau d’un jeu d’arcade. Il estime en effet que, comme dans beaucoup de wargames, il est difficile de distinguer les différents types de terrains et que les unités étant très petites, elles sont également difficiles à distinguer. Concernant son système de jeu, il est en revanche très enthousiaste et salue tout d’abord  sa simplicité, qui le distingue de d’autres productions de Strategic Simulations et le rend « adapté aux joueurs débutants ». Il estime en effet que le jeu ne nécessite ni d’analyser de large table de données, ni de maitriser des séquences d’ordres trop compliquées avant de pouvoir jouer. Il encense également la grande variété des unités disponibles dont les interactions rendent son « gameplay très satisfaisant ». Plus globalement, il considère comme « remarquable » sa combinaison entre sa simplicité et son niveau de détail et explique qu’il peut en effet être rapidement pris en main par n’importe quel joueur tout en étant profond et intéressant grâce à la grande variété de tactiques que permettent les nombreuses combinaisons d’unités. Il note enfin que, comme d’habitude avec les jeux Strategic Simulations, la production et la présentation de son manuel sont excellentes, avant de conclure qu’il constitue « un très bon wargame » particulièrement recommandé aux joueurs débutants.